# 163. oklepni konjeniški polk (ZDA)
Za druge 163. polke glejte 163. polk.
163. oklepni konjeniški polk (izvirno angleško 163rd Armored Cavalry Regiment) je bil oklepni konjeniški polk Kopenske vojske Združenih držav Amerike.

## Zgodovina
Polk je bil leta 1989 preoblikovan v 163. oklepno brigado.

## Odlikovanja
- Predsedniška omemba enote
- Predsedniška omemba enote